# L'Ère du vide
L'Ère du vide : essais sur l'individualisme contemporain est un essai de Gilles Lipovetsky publié en 1983 aux éditions Gallimard.
L'ouvrage se décline en trente trois parties réparties en six chapitres:
- CHAPITRE PREMIER: Séduction non stop
  - Séduction à la carte
  - Les charmes discrets du politique
  - Sexduction
- CHAPITRE II: L'indifférence pure
  - La désertion de masse.
  - Apathie new-look
  - Indifférence opérationnelle.
  - Le "flip".
- CHAPITRE III: Narcisse ou la stratégie du vide
  - Narcisse sur mesure.
  - Le zombie et le psy.
  - Le corps recyclé.
  - Un théâtre discret.
  - Apocalypse now?
  - 24000 watts.
  - Le vide.
- CHAPITRE IV: Modernisme et post-modernisme
  - La culture antinomienne.
  - Modernisme et valeurs démocratiques.
  - Modernisme et culture ouverte.
  - Consommation et hédonisme: vers la société post-moderne.
  - Épuisement de l'avant-garde.
  - Crise de la démocratie?
- CHAPITRE V: La société humoristique
  - Du comique grotesque à l'humour pop.
  - Métapublicité.
  - La mode: une parodie ludique.
  - Procès humoristique et société hédoniste.
  - Destin humoristique et âge "post-égalitaire".
  - Microtechnologie et sexe porno.
  - Narcissisme en boîte.
- CHAPITRE VI: Violences sauvages, violences modernes
  - Honneur et vengeance: violences sauvages.
  - Régime de la barbarie.
  - Le procès de civilisation.
  - L'escapade de la pacification.
  - Crimes et suicides: violences hard.
  - Individualisme et révolution.